# Cipayung (Depok)
Cipayung is een bestuurslaag in het regentschap Depok van de provincie West-Java, Indonesië. Cipayung telt 23.036 inwoners (volkstelling 2010).